# هوشیار خیام
هوشیار خیام (زادهٔ ۱۳۵۷) موسیقی‌دان و آهنگساز اهل ایران است.

## زندگی
هوشیار خیام در سال ۱۳۵۷ خورشیدی در بدفورد، انگلستان به‌دنیا آمد. تحصیلات موسیقی را از هفت سالگی شروع کرد و تحت نظر استادان مختلف به فراگیری موسیقی پرداخت. تحصیلات دانشگاهی را همزمان در دانشکدهٔ موسیقی دانشگاه هنر و کالج ترینیتی لندن ادامه داد و به اخذ مدرک کاردانی نوازندگی پیانو در سال ۱۳۷۵ و لیسانس تئوری موسیقی در سال ۱۳۷۶ از ترینیتی کالج لندن و کارشناسی موسیقی ایرانی از دانشگاه هنر ایران در سال ۱۳۷۸ نائل آمد.
پس از اخذ لیسانس موسیقی ایرانی از دانشگاه هنر، به آمریکا رفت و در کالج کنسرواتوار موسیقی سینسیناتی به اخذ فوق لیسانس در رشته آهنگسازی نایل آمد.
در این مدت کنسرت‌های فراوانی برگزار کرد که از آن جمله می‌توان به کنسرت رباعیات خیام و کنسرت سال ۱۳۸۴ فستیوال موسیقی فلورانس ایتالیا به رهبری جول هوفمان اشاره نمود.
وی در آمریکا موفق به اخذ دکترای موسیقی در آهنگسازی و رهبری ارکستر گردید و در آن دانشگاه به سمت آسیستان به تدریس تئوری موسیقی و آهنگسازی پرداخت.
در سال ۱۳۸۱ با ساختن قطعه «منظره‌های کودکی من» جایزه اول فستیوال بین‌المللی آهنگسازان جوان را از آن خود کرد.
از جمله کنسرت‌های متعددی که در تهران برگزار کرده می‌توان به اجرای پیانو کنسرتو گریک، در تالار رودکی و پیانو کنسرتو موزار در تالار وحدت و تکنوازی در تالار فارابی و رسیتال پیانو در فرهنگسرای نیاوران اشاره کرد. او همچنین در کنسرت «فیه ما فیه» که برای بزرگداشت مولانا برگزار شده بود شرکت کرد.
پس از بازگشت به ایران برخی آهنگ‌های خود را در آثار انفرادی و گروهی به چاپ رسانده و منتشر کرده‌است که از آن جمله می‌توان به سی‌دی‌های «ابرها و تاتاری» اشاره کرد.
در کنسرت حسین علیزاده و محمدرضا درویشی در تالار وزارت کشور و همراه با ارکستر ناسیونال اوکراین، قطعه‌های «عصیان» و «ترکمن» ساختهٔ حسین علیزاده را برای اجرای ارکسترال تنظیم کرد و قطعهٔ «شیشه رنگی» از ساخته‌های خود را نیز به اجرا درآورد.
وی هم‌اکنون در دانشکده موسیقی دانشگاه هنر به تدریس دروس فرم و هارمونی پراتیک مشغول است.

## کتاب‌ها
تاکنون پنج جلد از کتابهای هوشیار خیام منتشر شده‌است.
- منتخب آثار، ۱۳۷۸–۱۳۷۱، نشر کتاب نادر، شابک ‎۹۶۴-۹۲۵۵۷-۵-۳
- موسیقی برای پیانو، ۱۳۸۷–۱۳۸۰، انتشارات ابتکار نو، شابک ‎۹۷۸-۹۶۴-۶۵۷۹-۴۷-۷
- منتخب همنوازی، ۱۳۸۵–۱۳۸۰، انتشارات ابتکار نو
- رهبری ارکستر، راهنمای جامع فنون و شیوه‌های رهبری، نوشته ماکس رودولف، ترجمه هوشیار خیام، انتشارات عطائی، ۱۳۷۵، شابک ‎۹۶۴-۳۱۳-۵۵۱-۹
- پیانوی شاعر، منتخب مقالات مرتبط با نوازندگی پیانو، انتشارات عطائی، ۱۳۷۶، شابک ‎۹۶۴−۳۱۳−۵۷۸−۰[۱۶]